# Liga Sudamericana de Clubes 2010
La Liga Sudamericana de Clubes de 2010 fue la decimoquinta edición del torneo más importante de básquet en Sudamérica, segundo detrás de la Liga de las Américas. Participaron doce equipos provenientes de seis países.
El campeón de esta edición fue Brasília, que venció en la final al Flamengo en la final y logró su primer título. Por el tercer puesto, Boca Juniors venció a Quimsa y logró clasificar a la Liga de las Américas 2010-11 junto con los finalistas.

## Participantes
| País              | Equipo                         |
| ----------------- | ------------------------------ |
| Argentina 3 cupos | Boca Juniors Quimsa Libertad   |
| Brasil 3 cupos    | Franca BC CR Flamengo Brasília |
| Chile 1 cupo      | Inacap                         |
| Colombia 1 cupo   | Cúcuta Norte                   |
| Ecuador 1 cupo    | Mavort                         |
| Uruguay 2 cupos   | Biguá Malvín                   |
| Venezuela 1 cupo  | Espartanos de Margarita        |

## Modo de disputa
Fase de grupos
Los doce participantes se dividieron en tres grupos de cuatro equipos cada uno, donde disputaron partidos todos contra todos dentro de su grupo en una misma sede. Los dos mejores de cada grupo avanzaron a la siguiente fase.
- Grupo A: Franca, Brasil.
- Grupo B: Santiago del Estero, Argentina.
- Grupo C: Cúcuta, Colombia.

Segunda fase
Los seis clasificados se reagruparon en dos grupos de cuatro equipos, y se enfrentaron todos contra todos en una misma sede. Los dos mejores de cada grupo avanzaron a los play-offs.
Play offs
Los cuatro clasificados se emparejaron y enfrentaron en un único partido. Los ganadores disputaron la final, los perdedores el partido por el tercer puesto. Toda esta fase se disputó en Río de Janeiro.
El ganador del torneo, el segundo y el tercero accedieron a la Liga de las Américas 2010-11.

## Primera fase

### Grupo A; Franca, Brasil
| Pos. | Equipo       | Pts | PJ | PG | PP | PF  | PC  | Dif |
| ---- | ------------ | --- | -- | -- | -- | --- | --- | --- |
| 1.   | Franca BC    | 6   | 3  | 3  | 0  | 262 | 228 | 34  |
| 2.   | Boca Juniors | 5   | 3  | 2  | 1  | 270 | 253 | 17  |
| 3.   | Biguá        | 4   | 3  | 1  | 2  | 266 | 269 | –3  |
| 4.   | Mavort       | 3   | 3  | 0  | 3  | 261 | 309 | –48 |

Los horarios corresponde al huso horario de Franca, UTC –3:00.
| 21 de octubre, 20:00 | Boca Juniors                                                          | 87–82                | Biguá                                                              | Franca |  |
|                      | Parciales: 18–21, 15–22, 34–13, 20–26                                 |                      |                                                                    |        |  |
|                      | Estadísticas Scott Cutley 21 Fernando Martina 16 Fernando Titarelli 6 | Reporte Pts Reb Asts | Estadísticas 24 Elgrace Wilborn 5 Elgrace Wilborn 5 Santiago Vidal |        |  |

| 21 de octubre, 22:00 | Franca BC                                                        | 94–76                | Mavort                                                                | Franca |  |
|                      | Parciales: 22–18, 28–16, 26–17, 18–25                            |                      |                                                                       |        |  |
|                      | Estadísticas Marcio Silva 18 Ricardo Probst 14 Fernando Feres 11 | Reporte Pts Reb Asts | Estadísticas 23 Charles Bailey Jr. 13 Marcus Morgan 3 Jonathan Morris |        |  |

| 22 de octubre, 19:00 | Mavort                                                              | 83–108               | Boca Juniors                                                         | Franca |  |
|                      | Parciales: 18–30, 21–26, 27–24, 17–28                               |                      |                                                                      |        |  |
|                      | Estadísticas Marcus Morgan 24 Charles Bailey Jr. 12 Marcus Morgan 4 | Reporte Pts Reb Asts | Estadísticas 22 Mariano Fierro 8 Sebastian Vega 6 Fernando Titarelli |        |  |

| 22 de octubre, 21:00 | Franca BC                                                          | 80–77                | Biguá                                                            | Franca |  |
|                      | Parciales: 23–18, 17–19, 19–12, 21–28                              |                      |                                                                  |        |  |
|                      | Estadísticas Ricardo Probst 22 Ricardo Probst 10 Daniel Spillers 4 | Reporte Pts Reb Asts | Estadísticas 28 Emilio Taboada 7 Emilio Taboada 7 Santiago Vidal |        |  |

| 23 de octubre, 19:00 | Biguá                                                           | 107–102              | Mavort                                                                | Franca |  |
|                      | Parciales: 27–21, 18–28, 31–21, 14–20 (T.E.: 17–12)             |                      |                                                                       |        |  |
|                      | Estadísticas Emilio Taboada 33 Mathias Caifani 13 Juan Cambon 8 | Reporte Pts Reb Asts | Estadísticas 27 Jonathan Morris 14 Charles Bailey Jr. 5 Marcus Morgan |        |  |

| 23 de octubre, 21:00 | Franca BC                                                    | 88–75                | Boca Juniors                                                   | Franca |  |
|                      | Parciales: 27–17, 21–12, 16–24, 24–22                        |                      |                                                                |        |  |
|                      | Estadísticas Vítor Alves 19 William Fornou 10 Hélio Rubens 4 | Reporte Pts Reb Asts | Estadísticas 21 Cedric Moodie 7 Sebastian Vega 3 Cedric Moodie |        |  |

### Grupo B; Santiago del Estero, Argentina
| Pos. | Equipo   | Pts | PJ | PG | PP | PF  | PC  | Dif |
| ---- | -------- | --- | -- | -- | -- | --- | --- | --- |
| 1.   | Quimsa   | 6   | 3  | 3  | 0  | 257 | 215 | 42  |
| 2.   | Flamengo | 5   | 3  | 2  | 1  | 282 | 247 | 35  |
| 3.   | Inacap   | 4   | 3  | 1  | 2  | 229 | 283 | –54 |
| 4.   | Malvín   | 3   | 3  | 0  | 3  | 243 | 266 | –33 |

Los horarios corresponde al huso horario de Santiago del Estero, UTC –3:00.
| 28 de octubre, 19:30 | Flamengo                                                                 | 94–92                | Malvín                                                                  | Santiago del Estero      |  |
|                      | Parciales: 32–17, 19–23, 18–31, 25–21                                    |                      |                                                                         |                          |  |
|                      | Estadísticas Marcelo Magalhães 22 Marcelo Magalhães 9 Guilherme Frantz 3 | Reporte Pts Reb Asts | Estadísticas 23 Fernando Martinez 7 Christopher Lee 7 Fernando Martinez | Pabellón: Estadio Ciudad |  |

| 28 de octubre, 22:00 | Quimsa                                                              | 91–68                | Inacap                                                            | Santiago del Estero      |  |
|                      | Parciales: 23–15, 24–16, 18–24, 26–13                               |                      |                                                                   |                          |  |
|                      | Estadísticas Cleotis Brown III 21 Dionisio Gómez 5 Julio Mazzaro 10 | Reporte Pts Reb Asts | Estadísticas 20 Claudio Naranjo 16 Toree Morris 4 Samuel Villegas | Pabellón: Estadio Ciudad |  |

| 29 de octubre, 19:30 | Flamengo                                                                  | 111–73               | Inacap                                                                | Santiago del Estero      |  |
|                      | Parciales: 25–18, 26–10, 27–21, 33–24                                     |                      |                                                                       |                          |  |
|                      | Estadísticas Marcelo Magalhães 22 Atila Dos Santos 10 Marcelo Magalhães 9 | Reporte Pts Reb Asts | Estadísticas 26 Samuel Villegas 7 Thurman Zimmerman 6 Claudio Naranjo | Pabellón: Estadio Ciudad |  |

| 29 de octubre, 22:00 | Quimsa                                                             | 84–70                | Malvín                                                             | Santiago del Estero      |  |
|                      | Parciales: 23–16, 30–20, 19–20, 12–14                              |                      |                                                                    |                          |  |
|                      | Estadísticas Diego Lo Grippo 18 Roman Gonzales 10 Federico Marin 4 | Reporte Pts Reb Asts | Estadísticas 26 Reque Newsome 10 Christopher Lee 4 Bruno Fitipaldo | Pabellón: Estadio Ciudad |  |

| 30 de octubre, 19:30 | Malvín                                                                   | 81–88                | Inacap                                                                    | Santiago del Estero      |  |
|                      | Parciales: 20–19, 16–19, 23–16, 22–34                                    |                      |                                                                           |                          |  |
|                      | Estadísticas Fernando Martinez 23 Christopher Lee 14 Fernando Martinez 5 | Reporte Pts Reb Asts | Estadísticas 29 Samuel Villegas 10 Thurman Zimmerman 5 Sebastian Figueroa | Pabellón: Estadio Ciudad |  |

| 30 de octubre, 22:00 | Quimsa                                                             | 82–77                | Flamengo                                                               | Santiago del Estero      |  |
|                      | Parciales: 29–15, 20–22, 17–24, 16–16                              |                      |                                                                        |                          |  |
|                      | Estadísticas Diego Lo Grippo 23 Roman Gonzales 11 Jonatan Treise 9 | Reporte Pts Reb Asts | Estadísticas 29 Marcelo Magalhães 11 Guilherme Frantz 5 Helio Da Costa | Pabellón: Estadio Ciudad |  |

### Grupo C; Cúcuta, Colombia
| Pos. | Equipo                  | Pts | PJ | PG | PP | PF  | PC  | Dif |
| ---- | ----------------------- | --- | -- | -- | -- | --- | --- | --- |
| 1.   | Brasília                | 6   | 3  | 3  | 0  | 266 | 216 | 50  |
| 2.   | Espartanos de Margarita | 4   | 3  | 1  | 2  | 212 | 207 | 5   |
| 3.   | Cúcuta-Norte            | 4   | 3  | 1  | 2  | 207 | 208 | –1  |
| 4.   | Libertad                | 4   | 3  | 1  | 2  | 193 | 207 | –14 |

Los horarios corresponde al huso horario de Cúcuta, UTC –5:00.
| 4 de noviembre, 18:45 | Libertad                                                           | 56–68                | Espartanos de Margarita                                       | Cúcuta                           |  |
|                       | Parciales: 15–25, 19–9, 12–12, 10–22                               |                      |                                                               |                                  |  |
|                       | Estadísticas Robert Battle 15 Robert Battle 8 Sebastian Ginóbili 6 | Reporte Pts Reb Asts | Estadísticas 15 David Cubillan 9 Donta Smith 3 David Cubillan | Pabellón: Coliseo Toto Hernández |  |

| 4 de noviembre, 20:45 | Cúcuta Norte                                                                  | 69–74                | Brasília                                                                           | Cúcuta                           |  |
|                       | Parciales: 18–16, 18–19, 15–16, 18–23                                         |                      |                                                                                    |                                  |  |
|                       | Estadísticas Christopher Jackson 16 Christopher Jackson 13 Michael Gale Jr. 2 | Reporte Pts Reb Asts | Estadísticas 24 Welington Dos Santos 9 Guilherme Giovannoni 7 Welington Dos Santos | Pabellón: Coliseo Toto Hernández |  |

| 5 de noviembre, 18:45 | Brasília                                                                   | 69–66                | Libertad                                                       | Cúcuta                           |  |
|                       | Parciales: 19–14, 12–17, 20–11, 18–24                                      |                      |                                                                |                                  |  |
|                       | Estadísticas Welington Dos Santos 14 Lucas Tisher 6 Welington Dos Santos 7 | Reporte Pts Reb Asts | Estadísticas 19 Robert Battle 12 Robert Battle 4 Robert Battle | Pabellón: Coliseo Toto Hernández |  |

| 5 de noviembre, 20:45 | Espartanos de Margarita                                     | 63–68                | Cúcuta Norte                                                       | Cúcuta                           |  |
|                       | Parciales: 20–22, 18–6, 15–20, 10–20                        |                      |                                                                    |                                  |  |
|                       | Estadísticas Donta Smith 13 Hector Romero 9 Carlos Cedeno 3 | Reporte Pts Reb Asts | Estadísticas 20 Edgar Moreno 13 Christopher Jackson 4 Edgar Moreno | Pabellón: Coliseo Toto Hernández |  |

| 6 de noviembre, 18:30 | Brasília                                                                   | 83–81                | Espartanos de Margarita                                         | Cúcuta                           |  |
|                       | Parciales: 13–18, 20–19, 26–28, 24–16                                      |                      |                                                                 |                                  |  |
|                       | Estadísticas Guilherme Giovannoni 22 Lucas Tisher 8 Welington Dos Santos 4 | Reporte Pts Reb Asts | Estadísticas 31 Hector Romero 11 Hector Romero 5 David Cubillan | Pabellón: Coliseo Toto Hernández |  |

| 6 de noviembre, 20:30 | Cúcuta Norte                                                           | 70–71                | Libertad                                                                 | Cúcuta                           |  |
|                       | Parciales: 17–17, 22–15, 17–24, 14–15                                  |                      |                                                                          |                                  |  |
|                       | Estadísticas Michael Gale Jr. 18 Christopher Jackson 13 Juan Herrera 3 | Reporte Pts Reb Asts | Estadísticas 18 Sebastian Ginóbili 9 Juan Fernandez 6 Sebastian Ginóbili | Pabellón: Coliseo Toto Hernández |  |

## Segunda fase

### Grupo A
| Pos. | Equipo       | Pts | PJ | PG | PP | PF  | PC  | Dif |
| ---- | ------------ | --- | -- | -- | -- | --- | --- | --- |
| 1.   | Flamengo     | 4   | 2  | 2  | 0  | 164 | 148 | 16  |
| 2.   | Boca Juniors | 3   | 2  | 1  | 1  | 156 | 160 | –4  |
| 3.   | Franca BC    | 2   | 2  | 0  | 2  | 158 | 170 | –12 |

Los horarios corresponde al huso horario de Rio de Janeiro, UTC –3:00.
| 24 de noviembre, 21:00 | Boca Juniors                                                   | 86–80                | Franca BC                                                          | Río de Janeiro                   |  |
|                        | Parciales: 21–15, 10–24, 31–15, 24–26                          |                      |                                                                    |                                  |  |
|                        | Estadísticas Juan Brussino 16 Sebastian Vega 9 Cedric Moodie 6 | Reporte Pts Reb Asts | Estadísticas 19 Andre Stefanelli 9 Ricardo Probst 6 Fernando Feres | Pabellón: Gimnasio Maracanãzinho |  |

| 25 de noviembre, 20:30 | Flamengo                                                              | 80–70                | Boca Juniors                                                             | Río de Janeiro                   |  |
|                        | Parciales: 17–18, 25–11, 22–22, 16–19                                 |                      |                                                                          |                                  |  |
|                        | Estadísticas Marcelo Magalhães 32 Wagner Franca 7 Marcelo Magalhães 5 | Reporte Pts Reb Asts | Estadísticas 17 Sebastian Vega 6 Nkechinyelu Ezugwu 5 Fernando Titarelli | Pabellón: Gimnasio Maracanãzinho |  |

| 26 de noviembre, 21:00 | Flamengo                                                                | 84–78                | Franca BC                                                      | Río de Janeiro                   |  |
|                        | Parciales: 23–17, 29–20, 18–18, 14–23                                   |                      |                                                                |                                  |  |
|                        | Estadísticas Marcelo Magalhães 31 Rafael De Lara 14 Marcelo Magalhães 4 | Reporte Pts Reb Asts | Estadísticas 16 William Fornou 9 Ricardo Probst 8 Hélio Rubens | Pabellón: Gimnasio Maracanãzinho |  |

### Grupo B
| Pos. | Equipo                  | Pts | PJ | PG | PP | PF  | PC  | Dif |
| ---- | ----------------------- | --- | -- | -- | -- | --- | --- | --- |
| 1.   | Brasília                | 4   | 2  | 2  | 0  | 178 | 168 | 10  |
| 2.   | Quimsa                  | 3   | 2  | 1  | 1  | 173 | 169 | 4   |
| 3.   | Espartanos de Margarita | 2   | 2  | 0  | 2  | 153 | 167 | –14 |

Los horarios corresponde al huso horario de Rio de Janeiro, UTC –3:00.
| 24 de noviembre, 18:00 | Quimsa                                                                | 84–74                | Espartanos de Margarita                                        | Río de Janeiro                   |  |
|                        | Parciales: 17–14, 20–19, 27–21, 20–20                                 |                      |                                                                |                                  |  |
|                        | Estadísticas Diego Lo Grippo 25 Diego Lo Grippo 8 Cleotis Brown III 3 | Reporte Pts Reb Asts | Estadísticas 26 Hector Romero 7 Hector Romero 4 David Cubillan | Pabellón: Gimnasio Maracanãzinho |  |

| 25 de noviembre, 18:00 | Quimsa                                                        | 89–95                | Brasília                                                                   | Río de Janeiro                   |  |
|                        | Parciales: 19–32, 16–30, 30–15, 24–18                         |                      |                                                                            |                                  |  |
|                        | Estadísticas Julio Mazzaro 23 Dionisio Gomez 7 Franco Balbi 2 | Reporte Pts Reb Asts | Estadísticas 23 Guilherme Giovannoni 8 Guilherme Giovannoni 8 Alex Ribeiro | Pabellón: Gimnasio Maracanãzinho |  |

| 26 de noviembre, 19:00 | Espartanos de Margarita                                         | 79–83                | Brasília                                                                            | Río de Janeiro                   |  |
|                        | Parciales: 13–29, 26–18, 14–19, 26–17                           |                      |                                                                                     |                                  |  |
|                        | Estadísticas Hector Romero 22 Jose Bravo 12 Francisco Centeno 1 | Reporte Pts Reb Asts | Estadísticas 19 Guilherme Giovannoni 11 Guilherme Giovannoni 5 Welington Dos Santos | Pabellón: Gimnasio Maracanãzinho |  |

## Tercera fase
|  | Semifinales  | Semifinales |          |          | Final        | Final        |  |
|  |              |             |          |          |              |              |  |
|  |              |             |          |          |              |              |  |
|  | Brasília     | 82          |          |          |              |              |  |
|  | Brasília     | 82          |          |          |              |              |  |
|  | Boca Juniors | 73          |          |          |              |              |  |
|  | Boca Juniors | 73          |          | Brasília | 96           |              |  |
|  |              |             |          | Brasília | 96           |              |  |
|  |              |             | Flamengo | 86       |              |              |  |
|  | Flamengo     | 88          | Flamengo | 86       |              |              |  |
|  | Flamengo     | 88          |          |          |              |              |  |
|  | Quimsa       | 74          |          |          | Tercer lugar | Tercer lugar |  |
|  | Quimsa       | 74          |          |          | Tercer lugar | Tercer lugar |  |
|  |              |             |          |          |              |              |  |
|  |              |             |          |          | Boca Juniors | 79           |  |
|  |              |             |          |          | Boca Juniors | 79           |  |
|  |              |             |          |          | Quimsa       | 66           |  |
|  |              |             |          |          | Quimsa       | 66           |  |
|  |              |             |          |          |              |              |  |

Los horarios corresponde al huso horario de Rio de Janeiro, UTC –3:00.

### Semifinales
| 27 de noviembre, 18:00 | Brasília                                                            | 82–73                | Boca Juniors                                                     | Río de Janeiro                   |  |
|                        | Parciales: 13–22, 21–22, 23–9, 25–20                                |                      |                                                                  |                                  |  |
|                        | Estadísticas Alex Ribeiro 29 Lucas Tisher 10 Welington Dos Santos 6 | Reporte Pts Reb Asts | Estadísticas 35 Cedric Moodie 10 Sebastian Vega 6 Mariano Fierro | Pabellón: Gimnasio Maracanãzinho |  |

| 27 de noviembre, 21:00 | Flamengo                                                                 | 88–74                | Quimsa                                                                | Río de Janeiro                   |  |
|                        | Parciales: 25–23, 26–11, 25–23, 12–17                                    |                      |                                                                       |                                  |  |
|                        | Estadísticas Atila Dos Santos 21 Atila Dos Santos 12 Eduardo Magalhães 6 | Reporte Pts Reb Asts | Estadísticas 23 Julio Mazzaro 5 Damian Tintorelli 5 Cleotis Brown III | Pabellón: Gimnasio Maracanãzinho |  |

### Tercer puesto
| 28 de noviembre, 18:30 | Boca Juniors                                                     | 79–66                | Quimsa                                                           | Río de Janeiro                   |  |
|                        | Parciales: 21–15, 15–15, 16–18, 27–18                            |                      |                                                                  |                                  |  |
|                        | Estadísticas Mariano Fierro 25 Mariano Fierro 9 Mariano Fierro 4 | Reporte Pts Reb Asts | Estadísticas 19 Roman Gonzales 13 Roman Gonzales 3 Julio Mazarro | Pabellón: Gimnasio Maracanãzinho |  |

### Final
| 28 de noviembre, 20:30 | Brasília                                                            | 96–86                | Flamengo                                                               | Río de Janeiro                   |  |
|                        | Parciales: 24–33, 29–11, 20–27, 23–15                               |                      |                                                                        |                                  |  |
|                        | Estadísticas Guilherme Giovannoni 22 Marcio Santos 6 Alex Ribeiro 4 | Reporte Pts Reb Asts | Estadísticas 28 Marcelo Magalhães 10 Rafael De Lara 2 Atila Dos Santos | Pabellón: Gimnasio Maracanãzinho |  |

| Bandera de Brasil              |
| Campeón Brasília Primer título |